# Banque Clifford
Pour les articles homonymes, voir Clifford.
La Banque Clifford était une banque d'investissement néerlandaise qui opérait aux XVIIe siècle et XVIIIe siècle à Amsterdam.

## Histoire
La Banque Clifford était d'origine anglaise et ses fondateurs ont émigré au milieu du XVIIe siècle à Amsterdam. La société détenait des plantations au Suriname, puis s'est diversifiée vers le négoce des emprunts d’État, d'actions et d'obligations russes, danoises, françaises et anglaises.[réf. nécessaire]
La famille comptait parmi ses membres George Clifford, avocat et banquier hollandais, qui s'est fait un nom comme botaniste. La banque a laissé 5 millions de florins de passif lors de sa faillite en janvier 1773, qui a fait trembler la place financière, car elle était réputée comme étant une des banques les plus solides de la place.[réf. nécessaire]
La Banque Clifford fut victime des spéculations sur les actions de la Compagnie anglaise des Indes orientales. La Banque d'Amsterdam intervient en apportant trois millions de florins sans parvenir à la sauver de la faillite, qui touche plusieurs de ses associés.

## Sources
- Civilisation matérielle, économie et capitalisme (XVe – XVIIIe siècle), tome 3, page 323, par Fernand Braudel, Paris, Armand Colin, 1967.